# Discografia dei Kaiser Chiefs

## Album in studio
| Employment                                          | - Pubblicato: 7 marzo 2005 - Etichetta: B-Unique (BUN #093) - Formati: CD, download digitale, LP             | 2  | 60 | —  | 19 | 55 | 2  | 12 | —  | —  | 86 | - UK: 6× Platinum - AUS: Gold - EU: 3× Platinum | - UK: 2,079,224 - US: 179,000 |
| Yours Truly, Angry Mob                              | - Pubblicato: 26 febbraio 2007 - Etichetta: B-Unique (BUN #122) - Formati: CD, CD/DVD, download digitale, LP | 1  | 9  | 5  | 2  | 6  | 2  | 1  | 39 | 11 | 45 | - UK: 2× Platinum - AUS: Gold - AUT: Gold       | - UK: 887,000 - US: 124,718   |
| Off with Their Heads                                | - Pubblicato: 20 ottobre 2008 - Etichetta: B-Unique (BUN #144) - Formati: CD, download digitale, LP          | 2  | 12 | 25 | 11 | 29 | 16 | 16 | 34 | 19 | 55 | - UK: Gold                                      | - UK: 295,000                 |
| The Future Is Medieval                              | - Pubblicato: 3 giugno 2011 - Etichetta: Polydor, Universal Music Group - Formati: CD, download digitale, LP | 10 | 25 | —  | 34 | 91 | —  | 40 | —  | 83 | —  |                                                 |                               |
| Education, Education, Education & War               | - Released: 31 marzo 2014 - Label: Fiction, Universal Music Group - Formats: CD, digital download, LP        | 1  | 65 | —  | 33 | 39 | —  | 37 | —  | 76 | —  | - UK: Gold                                      |                               |
| "—" denota che l'album non è entrato in classifica. | |    |    |    |    |    |    |    |    |    |    |                                                 |                               |

### Album pubblicati solo negli Stati Uniti
| Titolo                          | Dettagli album                                                                                  |
| ------------------------------- | ----------------------------------------------------------------------------------------------- |
| Start the Revolution Without Me | - Pubblicato: 6 marzo 2012 - Etichetta: Downtown/Fiction/Co-Op - Formati: CD, download digitale |

## Raccolte
| Titolo                          | Dettagli album                           | Posizione raggiunta in classifica | Posizione raggiunta in classifica |
| Titolo                          | Dettagli album                           | UK                                | AUS                               |
| ------------------------------- | ---------------------------------------- | --------------------------------- | --------------------------------- |
| Souvenir: The Singles 2004-2012 | - Pubblicato: 4 giugno 2012 - Etichetta: | 19                                | 81                                |

## EP
| Titolo        | Dettagli EP                                                                                                   |
| ------------- | --- |
| Lap of Honour | - Pubblicato: 18 gennaio 2005 - Etichetta: Universal (UICU #1102) - Formati: CD - Pubblicato solo in Giappone |

## Singoli
- 2004 - Oh My God
- 2004 - I Predict a Riot
- 2005 - Everyday I Love You Less and Less
- 2005 - Modern Way
- 2006 - You Can Have It All
- 2007 - Ruby
- 2007 - Everything Is Average Nowadays
- 2007 - The Angry Mob
- 2007 - Love's Not a Competition (But I'm Winning)
- 2008 - Never Miss a Beat
- 2008 - Good Days Bad Days
- 2011 - Little Shocks
- 2011 - Man on Mars
- 2011 - Kinda Girl You Are
- 2012 - On the Run
- 2012 - Listen to Your Head
- 2014 - Bows & Arrows
- 2014 - Coming Home
- 2014 - Meanwhile Up in Heaven
- 2014 - My Life